# Camelops
Камелопсы (лат. Camelops) — вымерший род крупных представителей семейства верблюдовых, обитавших до конца последнего ледникового периода в Северной Америке.

## Распространение

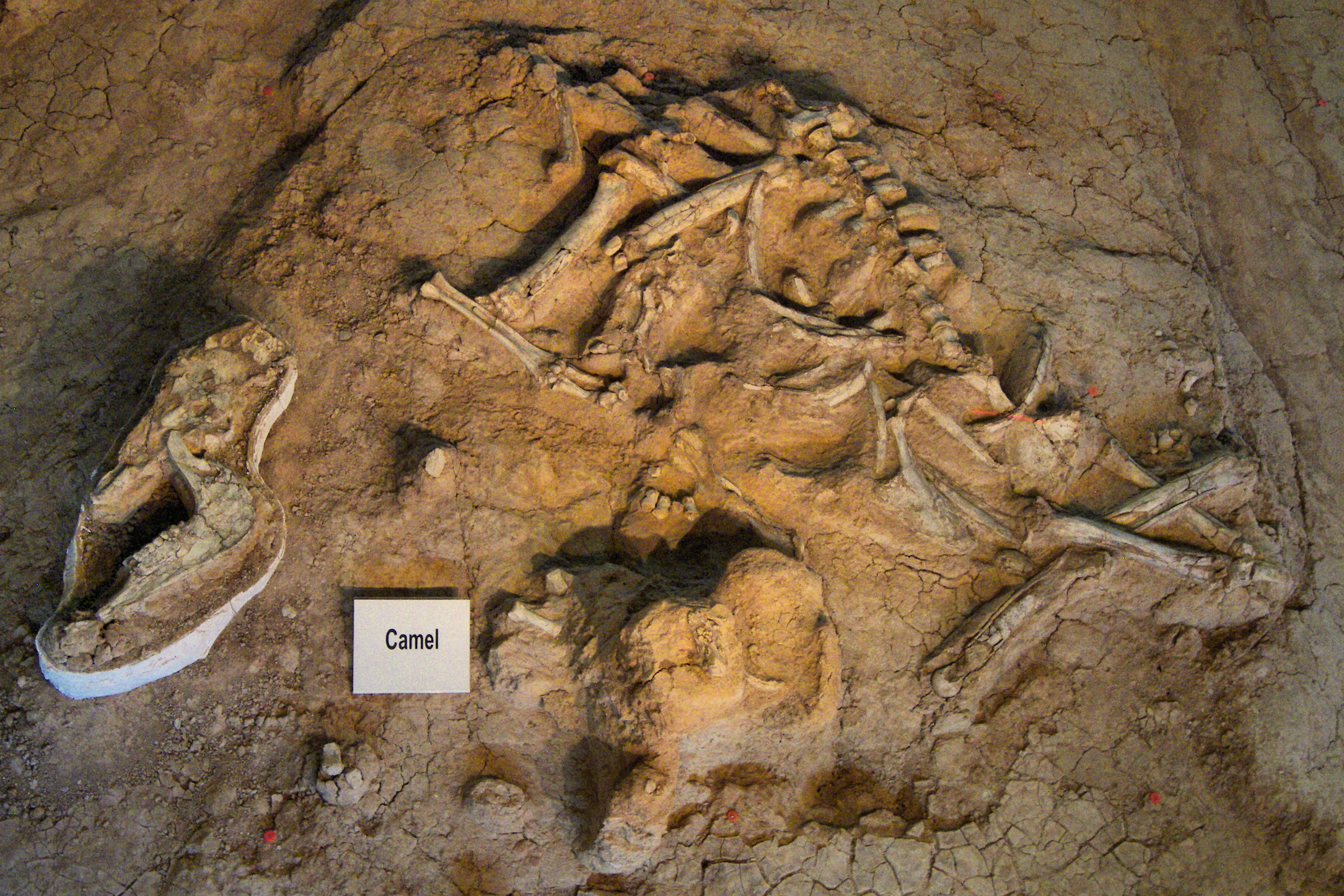
Скелет C. hesternus возрастом примерно в 68 000 лет, национальный памятник «Уэйко-Маммот»

Камелопсы населяли западную часть Северной Америки в период между поздним плиоценом и поздним плейстоценом. Известны шесть разных видов, из которых, возможно, не все соответствует подобному статусу. Последним видом западных верблюдов стал Camelops hesternus из позднего плейстоцена, исчезнувший всего около 10 000 лет назад. На известном ранчо Ла-Брея в Калифорнии были найдены ископаемые остатки примерно 40 разных особей этого вида, который на севере проник даже до реки Юкон. Помимо камелопсов в позднем плейстоцене Северную Америку населяли ещё два более мелких вида, относящихся к родам Palaeolama и Hemiauchenia. Они вымерли почти одновременно с Camelops. После этого в Северной Америке в завершении миллионов лет эволюционного развития вовсе не осталось верблюдов.

## Внешность
Хотя камелопсы являлись родственниками живших по соседству карликовых верблюдов, внешне они больше напоминали современного одногорбого верблюда (Camelus dromedarius), а их рост достигал 3,6 м. У них, вероятно, тоже был один горб посреди спины, но задняя часть тела более округлённая, а конечности длиннее, чем у современных верблюдов.

## Поведение
Камелопсы, населявшие прежде всего более засушливые местности запада Северной Америки, питались травой и передвигались в больших стадах. Находки их ископаемых остатков рядом с каменными орудиями древних людей позволяют предположить, что они были объектом человеческой охоты.